# گردشگری در تورنتو

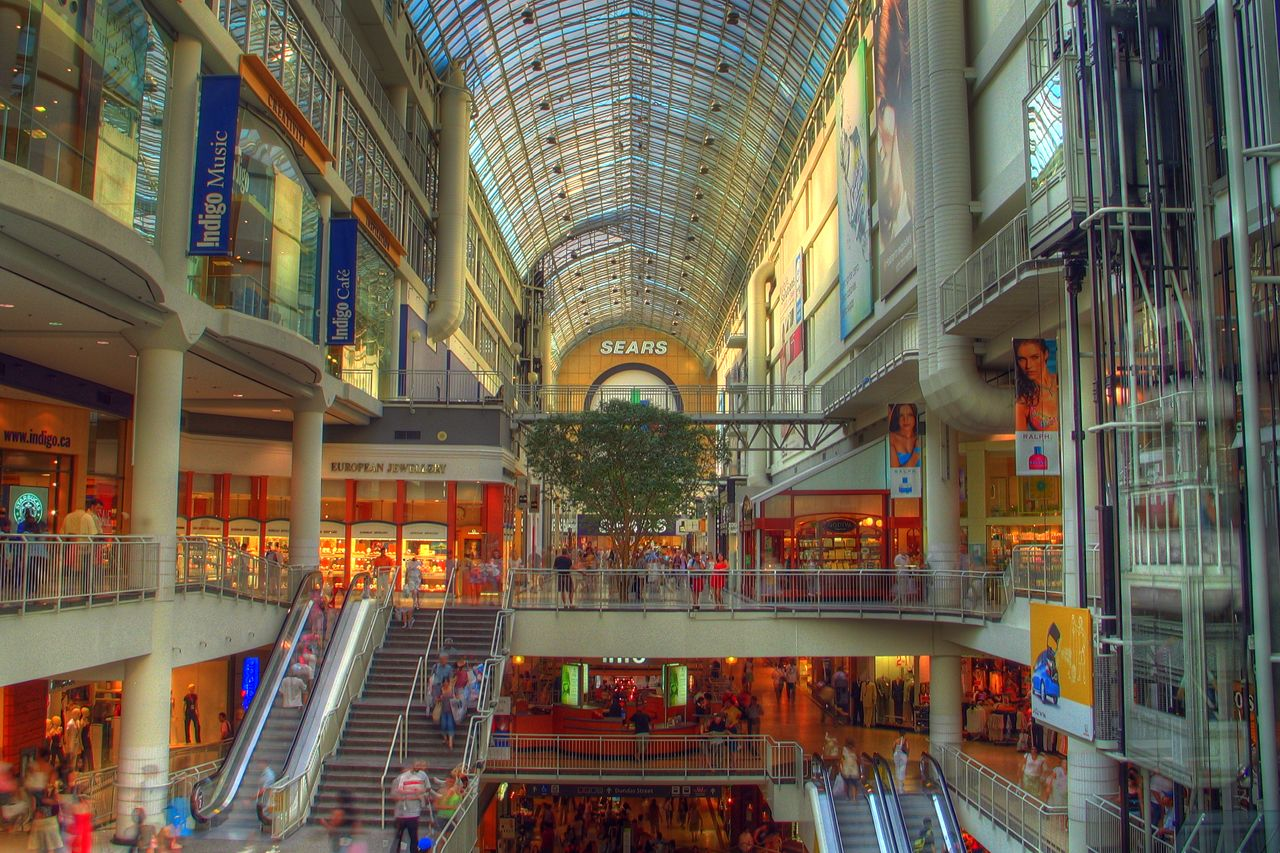
ایتون سنتر

گردشگری در تورنتو (انگلیسی: Tourism in Toronto) یکی از مقاصد گردشگری پیشرو کانادا است. در سال ۲۰۱۷، منطقه تورنتو - پذیرای ۴۳٫۷ میلیون گردشگر بود که از این تعداد ۱۰٫۴ میلیون بازدیدکننده داخلی و ۲٫۹۷ میلیون نفر از ایالات متحده آمریکا بودند که در مجموع ۸٫۸۴ میلیارد دلار هزینه کرد. تورنتو دارای مجموعه ای از جاذبه‌های گردشگری و زندگی فرهنگی غنی است.

## جاذبه‌های گردشگری

### موزه‌ها
- موزه سلطنتی انتاریو
- گالری هنر انتاریو
- موزه کفش باتا
- تالار افتخارات هاکی
- موزه آقاخان
- موزه گاردینر

### باغ‌وحش و آکواریوم
- باغ‌وحش تورنتو
- آکواریوم ریپلی کانادا

### ساختمان‌ها و سازه‌ها
- برج سی‌ان
- عمارت کاسا لوما

### محل‌های دیدنی
- مرکز کشف لگولند تورنتو
- دهکده بلک کریک پایونیر
- محله دیستیلری
- بازار کنزینگتون

### پارک و طبیعت
- جزایر تورنتو
- های پارک
- باغ گیاه‌شناسی تورنتو
- آبشارهای نیاگارا

### مراکز خرید
- ایتون سنتر
- مرکز خرید فیرویو
- سن لورنس مارکت